# Gran icositetraedro deltoidal
En geometría, el gran icositetraedro deltoidal (o gran disdodecaedro sagital) es el dual del gran rombicuboctaedro no convexo. Sus caras son dardos. Parte de cada dardo se encuentra dentro de la figura, por lo que es invisible en los modelos sólidos.
Una de sus mitades se puede girar 45 grados para formar el pseudo gran icositetraedro deltoidal, análogo al pseudo icositetraedro deltoidal.

## Proporciones

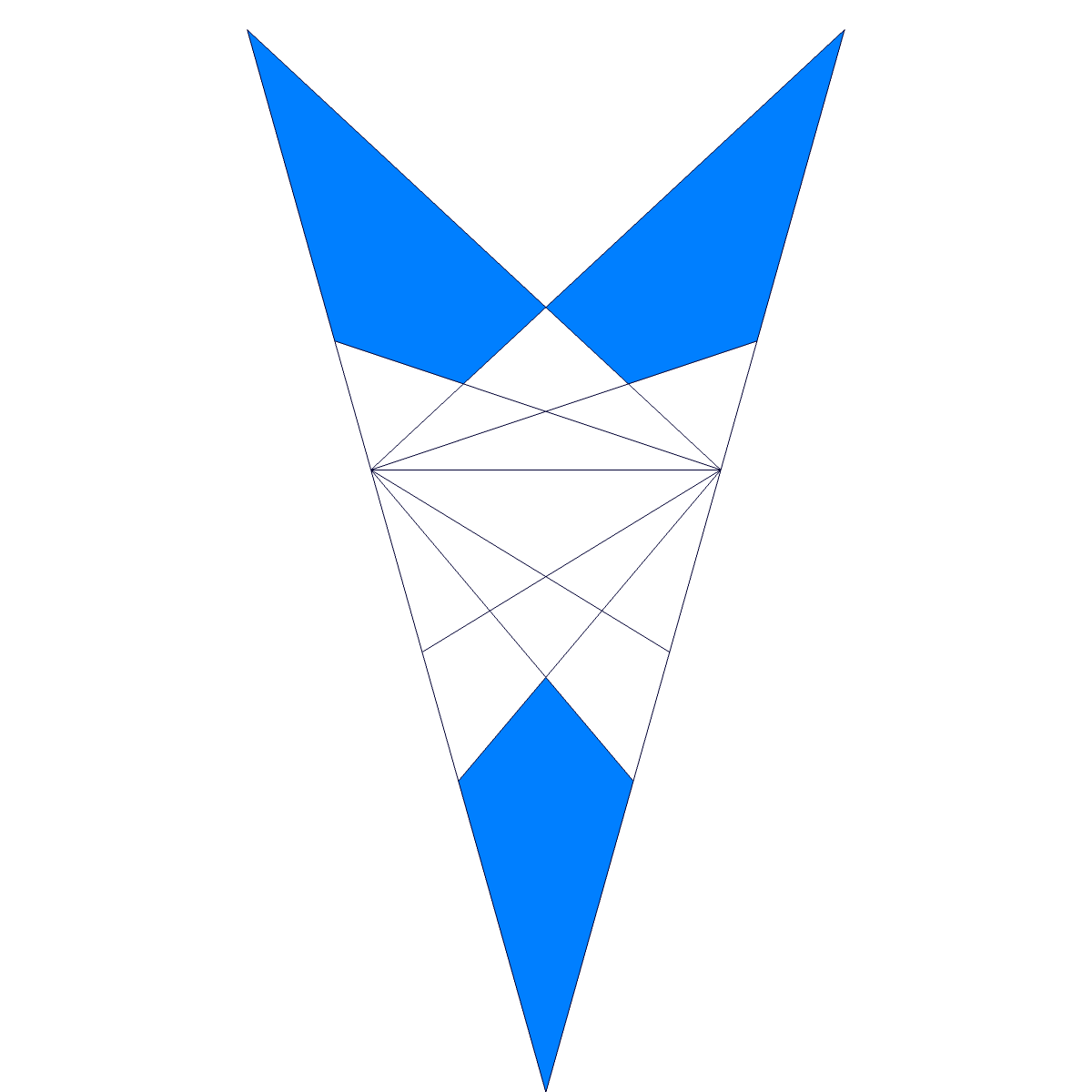
Forma de las caras

Las caras tienen tres ángulos de {\displaystyle \arccos({\frac {1}{2}}+{\frac {1}{4}}{\sqrt {2}})\approx 31.399\,714\,809\,92^{\circ }} y uno de {\displaystyle 360^{\circ }-\arccos(-{\frac {1}{4}}+{\frac {1}{8}}{\sqrt {2}})\approx 265.800\,855\,570\,24^{\circ }}. Su ángulo diedro es igual a {\displaystyle \arccos({\frac {-7+4{\sqrt {2}}}{17}})\approx 94.531\,580\,798\,20^{\circ }}. La relación entre las longitudes de los bordes largos y los cortos es igual a {\displaystyle 2+{\frac {1}{2}}{\sqrt {2}}\approx 2.707\,106\,781\,19}.